# Jasień
Jasieńⓘ (em alemão: Gassen; após a guerra até 1947, Gocław) é um município no oeste da Polônia. Pertence à voivodia da Lubúsquia, no condado de Żary. É a sede da comuna urbano-rural de Jasień.
Estende-se por uma área de 4,8 km², com 4 158 habitantes, segundo o censo de 31 de dezembro de 2021, com uma densidade populacional de 866,3 hab./km².

## Localização
Jasień está localizada na voivodia da Lubúsquia, no condado de Żary, a 16 km da capital do condado, Żary. Situa-se na área da Depressão Nowosol, no rio Lubsza. A cidade está localizada a sudoeste de Zielona Góra.
Historicamente, Jasień fica na Baixa Lusácia.
Conforme os dados de 31 de dezembro de 2021, a área da cidade era de 4,8 km².

## História
Jasień foi fundada pelos lusacianos. A história escrita de Jasień começa em 1000, quando o imperador Otão III deu o assentamento da vila de Gozenna (antiga Jasień) ao monastério de Nienburg em um documento emitido em Aachen. A aldeia foi mencionada em seguida em 1012, 1170 e 1216, quando a aldeia de Gozewa foi mencionada.
Entre 1321 e 1642, a vila de Jasień (Gassen) permaneceu nas mãos da família von Wiedebach como uma propriedade nobre. Após esse período, a aldeia de Jasień foi dada à viúva de Kacper von Wiedebach, Marianna, que se casou com Władysław Szymański. Nos anos seguintes, ele adquiriu outras propriedades da família von Wiedebach e criou uma propriedade que, além de Jasień, também incluía várias aldeias vizinhas.
Em 1652, Rudolf von Bünau trouxe protestantes perseguidos por sua fé da Silésia e da Morávia e lhes deu as fazendas de Jasień destruídas durante a Guerra dos Trinta Anos (1618–1648). Em 1656, o proprietário de Jasień foi nomeado starosta da Baixa Lusácia. A migração de protestantes, que aumentou o número de habitantes da vila e também “trouxe” novas profissões e habilidades, fez com que o príncipe saxão de Merseburg, Cristiano I, concedesse direitos de cidade a Jasień, que tinha cerca de 300 habitantes, em 24 de janeiro de 1660. Isso deu ao antigo vilarejo, entre outras coisas, o direito de uma milha (segundo o qual, em uma faixa de uma milha de largura ao redor da cidade, todos os mercados, armazéns, pousadas, padarias, etc. pertenciam à cidade), privilégios de guilda e autogoverno municipal. Apesar disso, Jasień continuou a ter poucos habitantes — 47 homens com idade entre 12 e 60 anos foram registrados em 1708, e em 1755. — 98 homens.

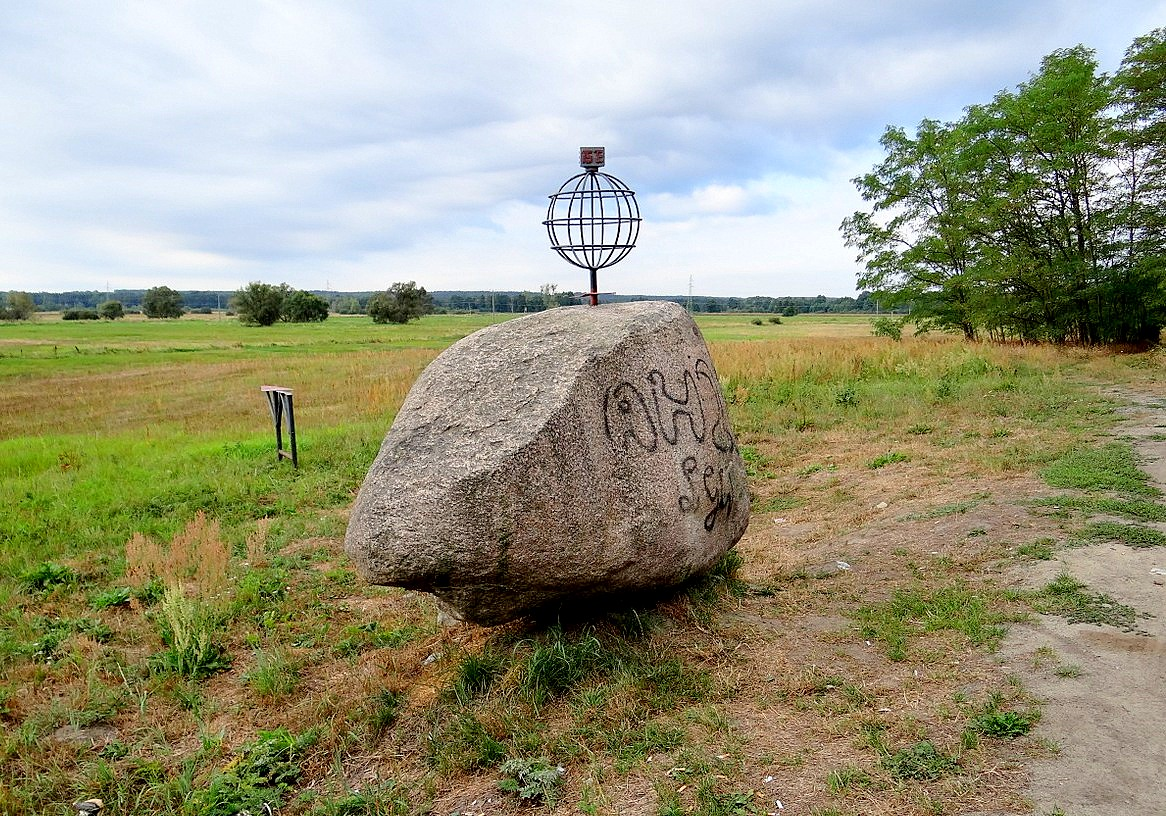
Monumento ao meridiano de 15° E

Em 1731, ocorreu um grande incêndio na cidade, que consumiu quase toda a cidade. Apesar da destruição maciça, a cidade conseguiu se reconstruir, novos prédios de tijolos foram construídos e, em 1733, foi iniciada a construção de uma igreja, que ainda existe hoje.
A partir de 1738, o período favorável para Jasień começou a passar, quando a dinastia dos príncipes Saxo-Merseburg foi extinta e a Baixa Lusácia passou a ser administrada pelo Ducado da Saxônia, que estava então no auge das Guerras da Silésia. Na época, um destacamento de tropas saxônicas estava estacionado em Jasień. Os habitantes da cidade se abrigaram na casa senhorial, que pagava tributos e compensava os serviços militares. Como consequência, a cidade empobreceu. Durante esse período, iniciou-se a venda da propriedade, que mudou de mãos nos 150 anos seguintes. Apesar da situação não tão boa da mansão, um palácio foi construído na cidade entre 1764 e 1780, juntamente com prédios agrícolas e um jardim (dois blocos de apartamentos estão hoje no local do jardim).

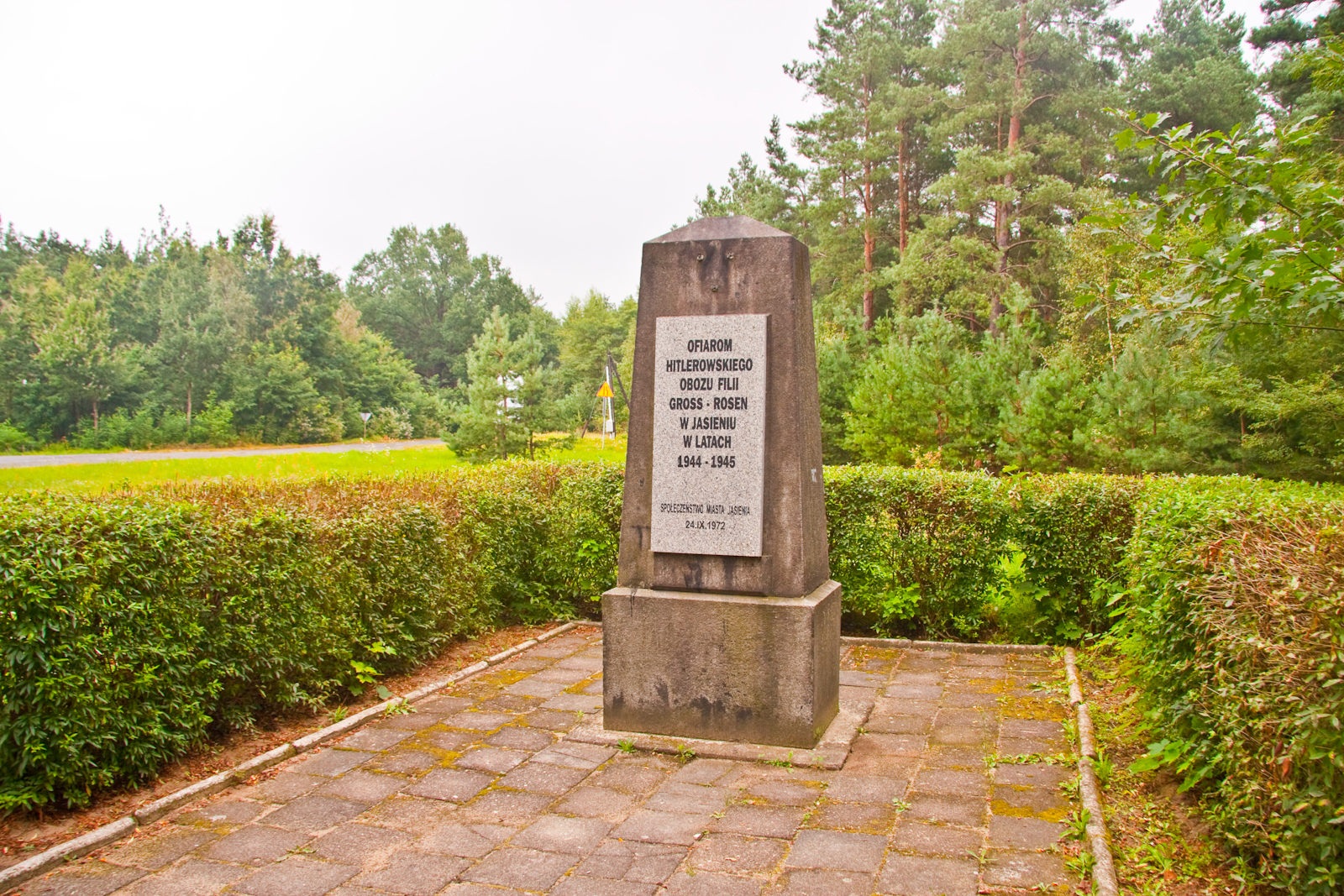
Memorial às vítimas da filial local do campo de concentração Groß-Rosen

Em 1881, a cidade pôs fim à venda da propriedade de von Rabenau e comprou o terreno dos herdeiros por 285 mil marcos. As autoridades municipais usaram o palácio comprado como sede da prefeitura.
Nos arredores da vila, houve um campo de trabalho — uma filial do campo de concentração alemão Groß-Rosen — para cerca de 700 prisioneiros, principalmente poloneses, de setembro de 1944 a 12 de fevereiro de 1945. Eles trabalhavam principalmente na fábrica local de aeronaves Focke-Wulf, produzindo componentes de aeronaves. Depois que o campo foi liquidado, os prisioneiros foram transferidos para o campo de concentração de Buchenwald, e um mínimo de 120 detentos morreram em decorrência das condições dessa migração.
Depois que a cidade foi incorporada à Polônia em 1945, os habitantes anteriores foram desalojados e substituídos por poloneses reassentados das fronteiras orientais. A maioria dos habitantes atuais da cidade são pessoas deslocadas ou seus descendentes. De 1975 a 1998, a cidade pertenceu administrativamente à voivodia de Zielona Góra.

## Demografia
Conforme os dados do Escritório Central de Estatística da Polônia (GUS) de 31 de dezembro de 2022, Jasień é uma cidade muito pequena com uma população de 4 071 habitantes (26.º lugar na voivodia da Lubúsquia e 635.º na Polônia), tem uma área de 4,77 km² (36.º lugar na voivodia da Lubúsquia e 839.º lugar na Polônia) e uma densidade populacional de 853,46 hab./km² (18.º lugar na voivodia da Lubúsquia e 389.º lugar na Polônia). Nos anos 2002–2021, o número de habitantes diminuiu 10,6%.
Os habitantes de Jasień constituem cerca de 4,31% da população do condado de Żary, constituindo 0,42% da população da voivodia da Lubúsquia.
| Descrição                         | Total      | Total    | Mulheres   | Mulheres | Homens     | Homens   |
| --------------------------------- | ---------- | -------- | ---------- | -------- | ---------- | -------- |
| unidade                           | habitantes | %        | habitantes | %        | habitantes | %        |
| população                         | 4 071      | 100      | 2 068      | 50,8     | 2 003      | 49,2     |
| superfície                        | 4,77 km²   | 4,77 km² | 4,77 km²   | 4,77 km² | 4,77 km²   | 4,77 km² |
| densidade populacional (hab./km²) | 853,46     | 853,46   | 433,56     | 433,56   | 419,90     | 419,90   |

## Monumentos históricos

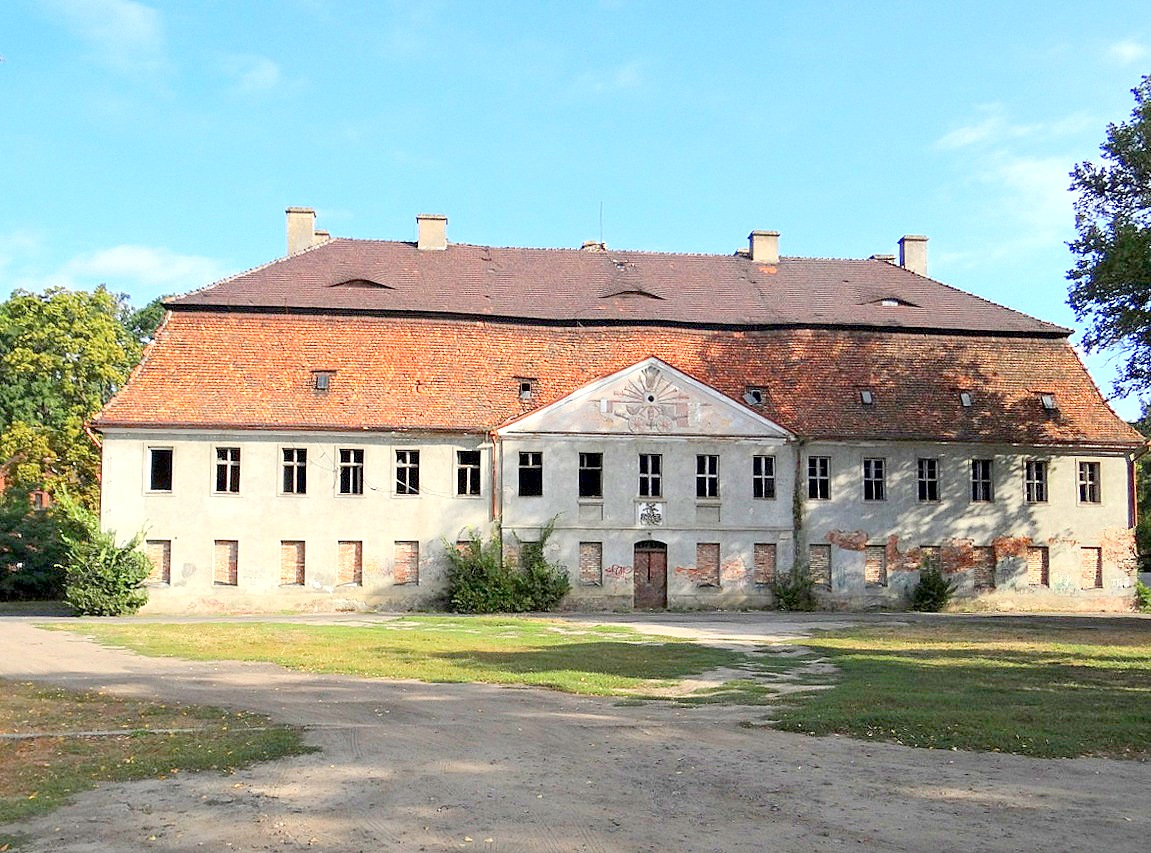
Fachada do palácio

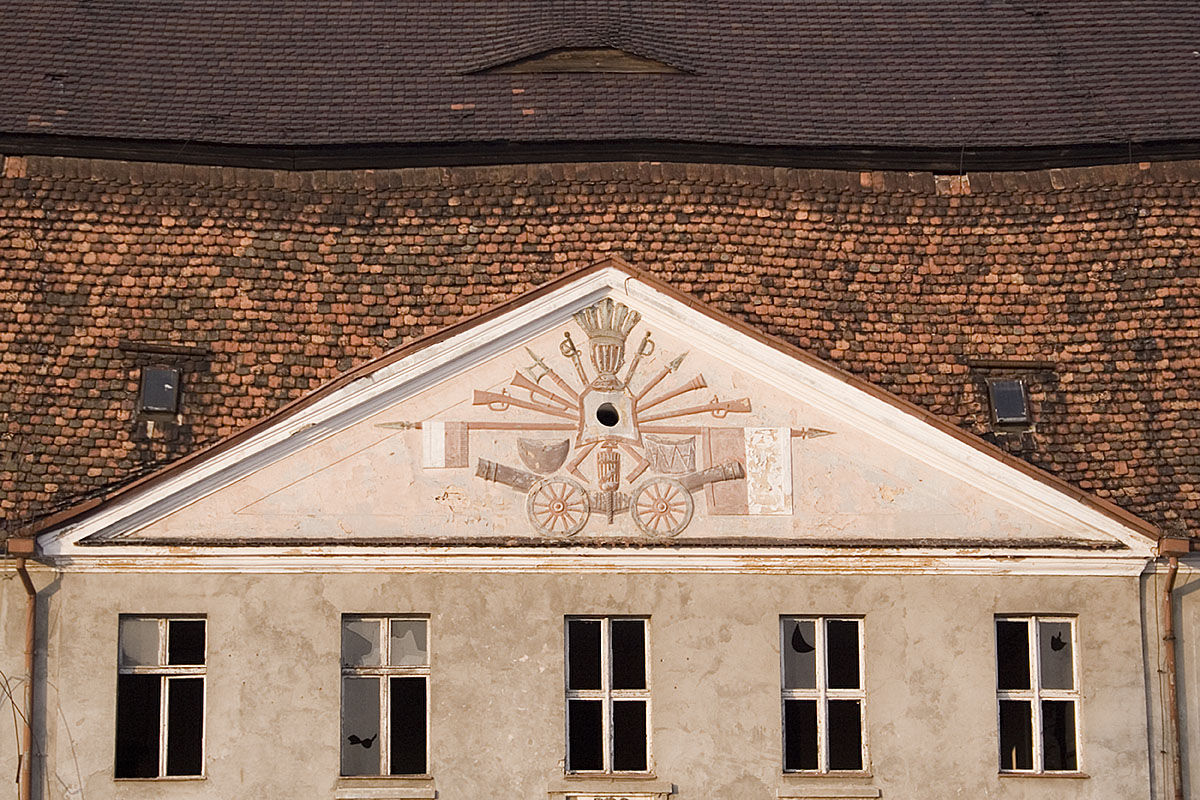
Motivo decorativo na entrada principal do edifício

O registro provincial de monumentos inclui:
- Igreja evangélica, atual igreja paroquial católica romana de Nossa Senhora do Rosário, da primeira metade do século XVIII, antiga congregação protestante
- Palácio, construído entre 1764 e 1780
- Casa, rua Kościuszki, 3
- Pousada, agora uma casa, rua Krótka, 1, do século XVIII
- Casa, rua Sienkiewicza, 40, do século XVIII
- Casas, rua Jana Pawła II, 3, 9, 16, do início do século XIX
- A parte subterrânea da casa na praça Wolności 16, do século XVIII
- Casa, praça Wolności, 17, do século XVIII

Outros monumentos:
- Complexo urbano bem preservado e edifícios que datam do século XVIII, século XIX e início do século XX
- Uma cruz de pedra com uma inscrição de 1813, feita de metade de uma pedra de moinho, mede 37 cm de altura, 35 cm de largura e 8 cm de espessura;[10] a hipótese de que se trata de uma cruz penitencial não é apoiada por nenhuma evidência e se baseia apenas na suposição injustificada de que todas as cruzes de pedra monolíticas antigas são cruzes penitenciais; no caso dessa cruz, o caráter penitencial também é eliminado pela data de 1813 na inscrição, uma vez que, a partir do século XVI, os homicídios eram crimes que não podiam ser negociados privadamente e seu julgamento e punição eram de competência exclusiva das autoridades.

## Comunidades religiosas
- Igreja Católica de Rito Latino:

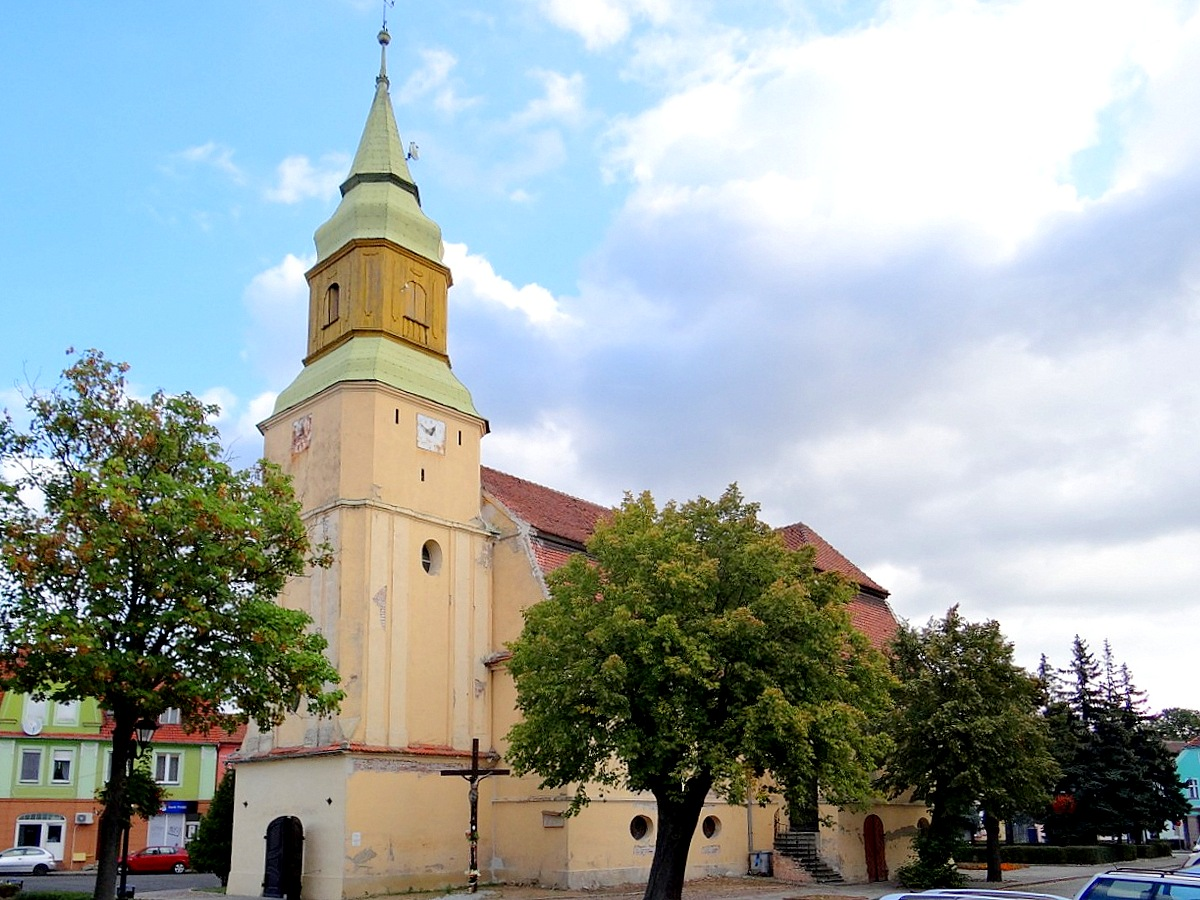
Igreja de Nossa Senhora do Rosário

  - Paróquia de Nossa Senhora do Rosário[11]
- Testemunhas de Jeová:
  - Igreja em Jasień (Salão do Reino, rua Graniczna, 1)

## Esporte
Na cidade funciona o clube de futebol Miejski Klub Sportowy (MKS) “Stal” Jasień, fundado em 1949. Na temporada 2025/2026, ele atua na III liga, grupo III.